# Jerwand Kyrbaszian
Jerwand Mesropi Kyrbaszian (orm. Երվանդ Մեսրոպի Կռբաշյան, ur. 1 października 1971 w Erywaniu) – ormiański piłkarz występujący na pozycji obrońcy. Trener piłkarski.

## Kariera klubowa
Kyrbaszian karierę rozpoczynał w 1989 roku w Araracie Erywań, grającym w pierwszej lidze radzieckiej. W 1992 roku rozpoczął z nim występy w lidze ormiańskiej. W 1993 roku przeszedł do rosyjskiego pierwszoligowca, CSKA Moskwa. Spędził tam sezon 1993, po czym odszedł do drugoligowego Zenitu Petersburg, w którym występował w sezonie 1994.
W 1995 roku Kyrbaszian wrócił do Armenii, gdzie został graczem klubu Jerewan FA. W 1997 roku zdobył z nim mistrzostwo Armenii, a w 1998 roku odszedł do Piunika Erywań. W tym samym roku przeniósł się do rosyjskiego Irtysza Omsk, grającego w drugiej lidze. W 1999 roku grał w innym zespole tej ligi – Torpedo-ZiL Moskwa, a następnie zakończył karierę.

## Kariera reprezentacyjna
W reprezentacji Armenii Kyrbaszian zadebiutował 14 października 1992 w zremisowanym 0:0 towarzyskim meczu z Mołdawią. W latach 1992–1999 w drużynie narodowej rozegrał 16 spotkań.